# 高木毅
髙木 毅（たかぎ つよし、1956年〈昭和31年〉1月16日 - ）は、日本の政治家、実業家。自由民主党所属の元衆議院議員（8期）。
高木商事株式会社代表取締役、社団法人日本青年会議所北陸信越地区協議会会長、自由民主党国会対策委員長（第58代）、防衛庁長官政務官、国土交通副大臣、復興大臣（第5代）、衆議院議院運営委員会委員長（第75代、第82代）、原子力問題調査特別委員会委員長を歴任。

## 来歴

### 生い立ち
福井県敦賀市出身（現住所は敦賀市沓見）。高木建設社長・高木孝一の長男として生まれる。父親の孝一は毅が幼少時の1959年に福井県議会議員に当選した。福井県立敦賀高等学校、青山学院大学法学部卒業。父親が設立した高木商事に入り、代表取締役になった。日本青年会議所北陸信越地区会長に就任。20代半ばで高校の同級生と結婚した。
父親の孝一は1979年から敦賀市長を務めていたが、後述の毅の「下着泥棒」に関する件が問題視され「高木市長の息子はパンツ泥棒だ」などとする文書が撒かれる騒ぎとなり、1995年の市長選挙で落選した。
翌1996年の第41回衆議院議員総選挙に、毅は自由民主党公認で福井3区から立候補。この選挙においても、下着に関する件を問題視した団体による批判文書が配られた。その結果、民主党公認の辻一彦に敗れ、比例復活もならず落選した。

### 衆議院議員に初当選

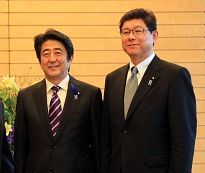
2014年7月1日、総理大臣官邸にて安倍晋三首相と

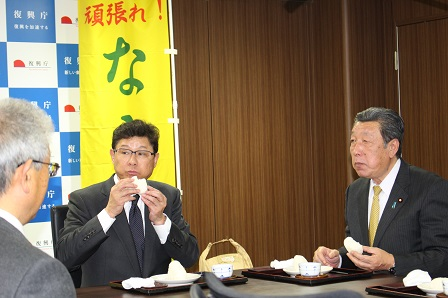
2015年12月11日、長島忠美復興副大臣（右）と「天のつぶ」を試食

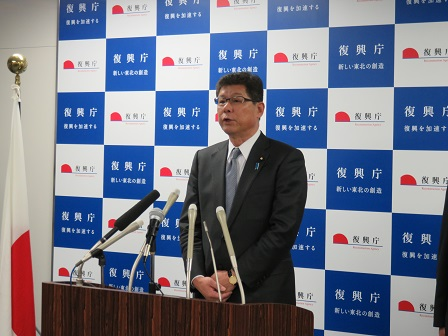
2016年1月4日、復興庁職員への訓示

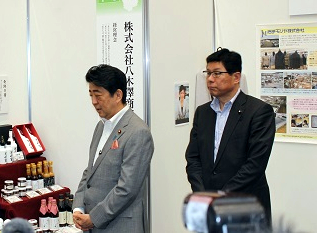
2016年6月6日、東日本大震災五周年復興フォーラムにて安倍晋三首相と

2000年6月の第42回衆議院議員総選挙に福井3区から自民党公認で立候補。この選挙において、実父である高木孝一の銅像の頭に何者かが女性もののパンツを被せるという騒動が起きたが、前回敗れた辻を下して初当選した。衆議院議員選挙のたびに、下着に関する件を批判するチラシが撒かれたり、選挙ポスターの上に「パンツ泥棒」と書かれたステッカーが大量に貼られたりすることは続いた。
2005年、第3次小泉改造内閣で防衛庁長官政務官に任命。
2009年の第45回衆議院議員総選挙で民主党公認の松宮勲を破り4選。ただし、対立候補に初めて比例復活を許した。なお、この選挙で自民党は歴史的大敗を喫したが、福井県の小選挙区は全て自民党候補が当選した。
2012年の第46回衆議院議員総選挙で5選。この選挙を最後に福井3区は廃止されたため、高木は同選挙区から選出された最後の国会議員となった。
2013年7月、佐田玄一郎が『週刊新潮』に女性問題を報じられ議院運営委員長を辞任したのに伴い、後任が選出されるまでの間、委員長代理を務めた。同年8月2日、佐田の辞任後空席になっていた衆議院議院運営委員長に正式に就任した。
2014年9月、第2次安倍内閣で国土交通副大臣に任命される。同年12月の第47回衆議院議員総選挙で、衆議院の定数削減に伴う選挙区調整により、新設された福井2区から出馬し、民主党公認の辻一憲（辻一彦の長男）と共産党新人を破り6選。
2015年10月7日、第3次安倍第1次改造内閣で復興大臣に任命され、初入閣した。同月、『週刊新潮』と『週刊文春』が高木が下着泥棒の常習犯であったこと、福井県警に現行犯逮捕されたことなどを報道。地元の高木の関係者は掲載号の買い占めに走り、2017年には国会でも取り上げられ、「パンツ高木」の異名が定着していった（後述）。
2017年の第48回衆議院議員総選挙で希望の党の斉木武志らを破り、7選。
2019年10月4日、議院運営委員長に就任。
2021年9月29日、任期満了に伴う自民党総裁選挙が行われ、岸田文雄が当選した。岸田はすぐに閣僚の人選ならびに党役員人事に着手し、翌30日、高木を自民党国会対策委員長に起用する方針を決めた。自民党の新執行部は10月1日に発足するが、国対委員長については臨時国会会期中は森山裕が続投し、10月14日の衆議院解散を受けて高木が正式に就任した。
同年10月31日、第49回衆議院議員総選挙で立憲民主党の斉木らを破り、8選。
2022年8月25日、安倍派の事務総長に就任。

### 裏金問題と落選
2023年12月9日、自民党5派閥の政治資金パーティーをめぐる問題で、安倍派座長の塩谷立と「5人衆」とされる高木、松野博一、世耕弘成、萩生田光一、西村康稔の安倍派の中枢幹部の6人全員が直近5年間でそれぞれ1千万円超～約100万円の裏金のキックバックを派閥から受け、政治資金収支報告書に記載していない疑いがあることが明らかとなった。12月14日、高木は自民党国会対策委員長の辞表を提出し、12月22日付で辞任した。
2024年4月4日、自民党は、裏金の総額が1019万円だった高木を、党員資格停止6カ月とする処分を決定した。
同年5月20日、高木が代表を務める「自由民主党福井県第二選挙区支部」が解散。
同年10月4日付で党員に復帰した。10月9日、自民党は第50回衆議院議員総選挙（10月27日執行）の第1次公認候補として、小選挙区265人、比例代表14人の計279人の擁立を発表した。裏金事件に関係した現職と元職のうち12人を非公認とし、その中に高木も含まれた（ほどなく今村洋史が出馬を断念し非公認は11人となる）。
同日9日、高木は「自由民主党福井県第二選挙区支部」を再び設立した。また、同日には自民党本部は森山裕幹事長の名で、衆院選候補者に対し、政党交付金から公認料500万円と活動費1500万円の計2000万円をそれぞれの政党支部へ10日付で振り込むことを通知した。
同年10月15日、総選挙が公示され、福井2区からは無所属の高木、無所属の元職の山本拓、立憲民主党新人の辻英之（辻一彦の次男）、日本維新の会元職の斉木武志、日本共産党新人の小柳茂臣の計5人が立候補した。埼玉6区を地盤とする中根一幸は高木と同様、裏金問題で公認を得られず無所属で立候補したが、公示日に掲示した選挙ポスターに「自民党支部長」と大きく印刷した。これを不審に思ったしんぶん赤旗が調査を開始し、10月19日、裏金問題で非公認となった11人の候補者のうち、高木ら8人が自民党選挙区支部の支部長のままであると明らかにした。続いて10月23日、同紙は、前述の2000万円が高木ら8人と不出馬になった人が代表を務める政党支部に対しても支給されていたとスクープした。野党は「裏金議員の裏公認だ」「反省していない」とただちに批判を強めた。翌24日、高木は「党本部から2000万円が交付されました」とのコメントを文書で出した。
自民党は裏金問題や統一教会問題、2000万円支給問題などで逆風が吹き荒れた。10月27日の投開票の結果、辻が初当選した。無所属の高木は議席を失った。日本維新の会は比例北陸信越ブロックで1議席を獲得した。党内惜敗率トップ（71.624％）の斉木が比例復活で当選した。裏金事件に関係した候補者は18勝28敗だった。

## 政策・主張

### 憲法
- 憲法改正について、2021年の毎日新聞社のアンケートで「賛成」と回答[57]。
- 憲法9条への自衛隊の明記について、2021年のNHKのアンケートで「賛成」と回答[58]。
- 憲法を改正し緊急事態条項を設けることについて、2021年の毎日新聞社のアンケートで「反対」と回答[57]。

### 外交・安全保障
- 敵基地攻撃能力の保有について、2021年の毎日新聞社のアンケートで「賛成」と回答[57]。
- 日本の核武装について、2021年の毎日新聞社のアンケートで「将来にわたって検討すべきではない」と回答[57]。
- 従軍慰安婦に対する旧日本軍の関与を認めた「河野談話」の見直し論議について、2014年の毎日新聞社のアンケートで「見直すべき」と回答[59]。
- 普天間基地の辺野古移設計画をめぐり、政府と沖縄県が対立していることについて、2021年の毎日新聞社のアンケートで「政府が埋め立てを進めるのはやむを得ない」と回答[57]。

### ジェンダー
- 選択的夫婦別姓制度の導入について、2021年のNHKのアンケートで「どちらかといえば反対」と回答[58]。同年の朝日新聞社のアンケートで回答しなかった[60]。2024年のNHKのアンケートで「反対」と回答[61]。
- 同性婚を可能とする法改正について、2021年のNHKのアンケートで「どちらかといえば賛成」と回答[58]。同年の朝日新聞社のアンケートで回答しなかった[60]。「同性婚を制度として認めるべきだと考るか」との2021年の毎日新聞社のアンケートに対し、「認めるべきだ」と回答[57]。2024年のNHKのアンケートで「反対」と回答[61]。
- 「LGBTなど性的少数者をめぐる理解増進法案を早期に成立させるべきか」との問題提起に対し、2021年の朝日新聞社のアンケートで回答しなかった[60]。
- クオータ制の導入について、2021年のNHKのアンケートで「どちらかといえば賛成」と回答し[58]、同年の毎日新聞社のアンケートで「賛成」と回答した[57]。

### 原子力発電所関連
- 原子力規制委員会の新基準を満たした原子力発電所の再稼働について、2012年のアンケートで「賛成」と回答[62]。なお高木の選出選挙区である福井2区は、全国で最多の14基の原発が立地する[63]。
- 「原子力発電への依存度について今後どうするべきか」との問題提起に対し、2021年のアンケートで「高めるべき」と回答[58]。
- 日本原子力発電敦賀発電所周辺の防災道路整備事業に対し、国と電力会社が420億円を投じることになったが、 2012年2月に地元で開催した国政報告会にて[64]、その調整に尽力したと主張している[65]。一方で、この発言を聞いた来賓の福井県議会議員が「高木は何もしていない」という旨の発言をした[65]が、高木による発言の撤回はなかった[65]。

### その他
- 新型コロナウイルス対策として、消費税率の一時的な引き下げは、2021年のアンケートで「必要でない」と回答[58]。
- 森友学園への国有地売却をめぐる公文書改竄問題で、2021年5月6日、国は「赤木ファイル」の存在を初めて認めた[66]。しかし5月13日、菅義偉首相はファイルの存在を踏まえた再調査を行わない考えを報道各社に書面で示した[67]。9月の自民党総裁選挙で総裁に選出された岸田文雄も10月11日、衆議院本会議の代表質問で再調査の実施を否定した[68]。国の対応をどう考えるかとの同年の毎日新聞社のアンケートに対し「これ以上、調査や説明は必要ない」と回答[57]。
- 2012年の第46回衆議院議員総選挙においては、日本の環太平洋戦略的経済連携協定参加に反対を表明していた[62]。TPP参加の即時撤回を求める会（現・TPP交渉における国益を守り抜く会）にも、参加議員の一人として名を連ねている[69][70]。
- 映画「南京の真実」に賛同する[要出典]。

## 不祥事

### 下着窃盗で逮捕歴疑惑
2015年10月7日発足の第3次安倍第1次改造内閣で高木が初入閣すると、『週刊新潮』編集部は取材と調査を開始。10月14日、新潮社のポータルサイト「矢来町ぐるり」（現・デイリー新潮）で「第3次安倍内閣に『下着泥棒』から『大臣』へと、奇跡的な出世を遂げた人物がいる」と先行して報じた。10月15日に『週刊新潮』と『週刊文春』が発売され、30代の頃の高木が下着泥棒の常習犯であったこと、福井県警に現行犯逮捕されたことなどが両誌において報じられた。
被害者の妹の説明によれば、当時の高木は福井銀行敦賀支店の窓口担当の女性に一方的に好意を抱いており、この女性の自宅の合鍵を勝手に作成して侵入し、下着を持ち出していた。また、侵入するところを目撃していた近所の住民の説明によれば、高木は女性宅侵入前に白い手袋を着用しており、侵入後に手袋を脱いだことから、不審に思い車のナンバーをメモしたという。この目撃者から話を聞いた被害者の妹が警察に通報し、ナンバーのメモなどから足がつくことになった。ただ、騒ぎ立てると勤務先にも迷惑がかかるのではと被害者本人が懸念しており、敦賀市長であった高木の父も謝罪したことから、本件は示談となり、立件されることなく捜査は終結した。また、青山学院大学在学当時にも、高木が帰省に際してかつて交際していた女性の下着をとったと指摘されている。
敦賀市長であった高木の父は、本件を記事にしないよう地元マスコミに要請した。しかし、1996年の時点で既に『財界北陸』が記事化しており、問題視した「良識ある政治家を育てる会」が高木を糾弾する文書を配布するなど、地元においては広く人口に膾炙している。2015年10月に第3次安倍改造内閣で入閣を果たしたことで、本件が全国的に大きく報道された。なお、高木の地元の福井県では『週刊新潮』の発売日が一日遅れ（北陸3県協定）となるため、本件を報じた号は2015年10月16日に書店で販売された。しかし、開店と同時に店頭の『週刊新潮』を全て買い占める者が各地に出現したため完売が続出し、福井県民が『週刊新潮』を読みたくても購入できない異例の事態が発生した。一部の書店では一人一冊までとする購入制限をかけたが、買い占めようとした者が抗議、敦賀市内では警察官が出動するほどの騒ぎとなった。また、書店に対して『週刊新潮』の追加発注をするなと要求する電話がかかってきたり、既に発注済みなら全て買い取りたいと要請する電話もかかってきた。その結果、高木の地元選挙区では『週刊新潮』が店頭から消え、地元の有権者がこの記事を目にすることは困難な状況となった。この状況について「高木大臣の後援会が、敦賀市内の書店で週刊誌を買い占めて『口封じ』に走っている」「後援会の要請を受け、地元企業や公的機関の関係者も“動員”された」などと報じられた。
折しも内閣官房長官の菅義偉が臨時会召集の見送りを示唆したことから、本件が国会の召集日程にも影響していると報じられるなど、政界にも大きな影響を及ぼした。同年10月16日には、部下である復興副大臣の若松謙維が「大臣自身が、政治家として、しっかり説明するのではないか」と指摘するなど、閣内からも説明責任を果たすよう求める声が挙がった。一方、同日、高木は総理官邸にて本件について質問されると「今日はそういった場所ではございませんので、お答えを控えさせていただく」と回答するなど、否定も肯定もしないという立場を貫いた。
2015年10月20日、高木は記者会見を開き、『週刊新潮』などの女性下着窃盗に関する関する報道について言及し「そういった事実はございません」と明確に否定した。なお、『週刊文春』からの取材に対し、高木の事務所は当初「そんなこと初めて聞きました」と回答しており、本件についての噂が広まっていること自体知らなかったと主張していた。しかし、10月21日の記者会見にて、記者から「地元では有名な話と伺っているが」と質問されると、高木は「選挙のたびに、正直いろいろとそういった話が出ているのは承知もしている」と回答した。また、警察の取り調べを受けたとする報道については「ありません」と否定した。
2016年1月13日付『日刊県民福井』によれば、当時の福井県警察の捜査関係者が「窃盗は事実」と証言している。2016年8月22日、自民党福井県連会長の衆院議員山本拓は、この疑惑について「党本部経由で、県連として正式な調査をかけた」「示談を済ませても逮捕事実は残っている」として、次の衆院選での公認に難色を示した。高木の事務所はこの発言を受け「よくわからない」とコメントした。山本は、『日刊県民福井』報道のちょうど1年後の2017年1月13日、県連の調査の結果現行犯逮捕は事実である旨を福井県庁での記者会見にて再度発言している。山本の県庁での発言を受けて行われた取材においても、高木は重ねて事実関係を否定した。
県連の独自調査後、民進党から衆議院議院運営委員会理事会の場において調査の有無など事実関係を確認し自民党としての統一見解を出すよう求められたことに対し、2017年1月18日、佐藤勉議院運営委員長は「一切事実無根だと判断している」と強調し、党としては県連による調査は行われていないと認識していると説明した。1月23日、自民党は衆議院議院運営委員会理事会で「党幹事長室が党福井県連に事実関係を確認したところ、県連として（この件を）調査した事実はないとの回答があった」「党としては閣僚時代の答弁を含め、本人の発言がすべてだ」との統一見解を示した。同日、衆議院本会議で民進党の大串博志は、自民党福井県連の調査の結果、高木の現行犯逮捕が明るみに出たことを取り上げ、「山本拓自民党福井県連会長あるいは高木前大臣のどちらかがうそをついているのか。総理の所見を求める」と質問。これに対し安倍は「高木議員御本人が、国会の場において、報道されている内容を明確に否定しているものと承知している」と答弁した。
同年8月31日には自由民主党福井県支部連合会の封を使い自民議員に向けて、文章が送付された。内容は参院選で行われた合区を解消させるため、憲法改正を行うという試案と高木議員の下着泥棒に関する調査報告と、その前後に報道された地元紙などの記事であったと新潮にて報道された。なお、新潮が山本にコンタクトを取った所、「確かに県連の会長である私の責任において、郵送された封書で間違いありません。出発点としては、福井県が合区の対象になるのは大問題だから、それに反対する文書をお送りすることになりました。更に、このタイミングで郵送するのだから、県連の調査に関して間違った報道が行われたことも知ってもらい、是正したいと考えたのです」と述べており、送付したことを認めた。そして、下着泥棒報道に関しては高木に「事実ではないなら訴訟を起こしたほうがいい」とアドバイスを行ったと説明している。高木は現在までに法的な措置はとっていない。一方、「パンツ高木」の異名はメディアなどで定着している。

### 香典と称して有権者に対して法的問題のある寄附
2015年11月、高木が代表を務める政党支部が、香典との名目で、選挙区内の有権者に対して法的に問題のある寄附を行っていたことが報道によって明らかになった。
公職選挙法では、政治家や政党支部および資金管理団体が、選挙区内で香典や供花などを出すことを禁止している。しかし、高木が代表を務める政党支部は、2011年から2013年にかけて選挙区内で行われた葬儀に対して香典や枕花を支出したと政治資金収支報告書に記載していた。
有権者に対する香典に関しては、政治家本人が葬儀に出席しポケットマネーで支払った場合に限り、公職選挙法で例外的に認められている。そのため、高木の事務所は、香典について「本人が私費で香典を出したが、誤って政党支部の支出として記載した」と説明しており、高木のポケットマネーであるにもかかわらず政党支部の支出として記載していただけだと説明していた。高木本人も国会で「私が葬儀の日までに弔問に行き、私費で出した」と答弁するなど、香典はポケットマネーであり自ら手渡したと説明してきた。しかし、遺族らが「通夜か葬儀の時に高木氏の息子が持ってきた」などと証言したため、高木の主張は否定された。

### 枕花と称して有権者に法的問題のある寄附
高木が代表を務める「自民党福井2区支部」と資金管理団体が、選挙区内の有権者に対して法的に問題のある寄附を行っていたことが明らかになっている。公職選挙法では、政治家や政党支部および資金管理団体が、選挙区内で香典や供花などを出すことを禁止している。しかし、高木が代表を務める「自民党福井2区支部」は、2011年から2013年にかけて選挙区内で行われた葬儀に対して香典や枕花を支出したと政治資金収支報告書に記載していた。さらに、高木が代表を務める資金管理団体も、2011年から2012年にかけて選挙区内で行われた葬儀に対して枕花を支出したと政治資金収支報告書に記載していた。
なお、香典については公職選挙法に例外規定が存在するが、枕花については公職選挙法に一切の例外規定はなく、全面的に禁止されている。そのため、高木の事務所は、枕花について「後援会として会の最高幹部らに出したが、法律上問題があり、二度と起こらないよう関係者に注意した」と説明し、法律上問題のある寄附であったことを認めている。ただし、閣僚辞任や議員辞職などについては、特に表明しなかった。

### 政党助成金未返還
支給された政党助成金は、余った場合国庫へ返還するよう政党助成法により定められているが、2013年、高木は計1119万円を「基金」の名目で保管し、うち224万5千円を車の購入代金に充てていた。

### 政治資金パーティー収入の裏金問題
2023年12月1日、朝日新聞が、自民党5派閥が開いた政治資金パーティーをめぐる問題で、清和政策研究会（安倍派）が、所属議員が販売ノルマを超えて集めた分の収入を裏金として議員側にキックバックする運用を組織的に続けてきた疑いがあるとスクープした。安倍派は2018～2022年に毎年1回パーティーを開き、計6億5884万円の収入を政治資金収支報告書に記載している。一方、収入・支出のいずれにも記載していない裏金の総額は直近5年間で1億円を超えるとされ（のちに5億円に修正）、共同通信は「実際のパーティー収入は少なくとも8億円前後に膨らむ可能性がある」と報じた。清和政策研究会の政治資金収支報告書の記載内容は下記のとおり。
| 年月日        | パーティー名                 | 会場               | 収入        | 購入者数 | 出典  |
| ------------- | ---------------------------- | ------------------ | ----------- | -------- | ----- |
| 2018年5月22日 | 清和政策研究会との懇親の集い | 東京プリンスホテル | 2億802万円  | 7,021人  | [109] |
| 2019年5月21日 | 清和政策研究会との懇親の集い | 東京プリンスホテル | 1億5338万円 | 5,177人  | [110] |
| 2020年9月28日 | 清和政策研究会との懇親の集い | 東京プリンスホテル | 1億262万円  | 3,464人  | [111] |
| 2021年12月6日 | 清和政策研究会との懇親の集い | 東京プリンスホテル | 1億2万円    | 3,376人  | [112] |
| 2022年5月17日 | 清和政策研究会との懇親の集い | 東京プリンスホテル | 9480万円    | 3,200人  | [104] |
| （合計）      |                              |                    | 6億5884万円 |          |       |
パーティー券は通常1枚2万円であるため、販売枚数が推計できるが、枚数に対する購入者の比率は2018年から2022年にかけてすべて「0.675」で統一されている。日本大学名誉教授の岩井奉信は「絶対にあり得ない」とし、安倍派は政治資金収支報告書に架空の購入者数を記入したとみられる。
同年12月8日夜までに、官房長官の松野博一、高木、世耕弘成が直近5年間で1000万円を超える裏金のキックバックを受けた疑いがあることが報道により明らかとなった。12月9日朝、朝日新聞は、松野、高木、世耕のほか、安倍派座長の塩谷立、自民党政調会長の萩生田光一、経済産業大臣の西村康稔についても裏金のキックバックを受けた疑いがあると報じた。
同年12月14日、高木は自民党国会対策委員長の辞表を提出し、12月22日付で辞任した。同日、安倍派においては、議員側の「中抜き」を含む3つのパターンで裏金づくりを行っていたことが関係者の証言により明らかとなった。12月26日までに東京地検特捜部は塩谷、松野、高木、世耕、萩生田を任意で事情聴取した。立件の可能性が浮上し、官邸の間では合言葉のように「パンツが防衛ライン。そこを突破されると北陸グループの頂点（森喜朗）にも影響があるかもしれない」とささやかれた。12月31日、議員側がノルマを超えて集めた分を派閥側に納入せずに懐に収めた「中抜き」の総額は、2018年 - 2022年の5年間で約1億円に上ることが判明。安倍派の直近5年間の裏金はキックバック分とあわせ約6億円に上るとされる。
2024年1月11日、時効にかからない2018年以降の歴代事務総長、下村、松野、西村、高木の4人はいずれも任意聴取で会計責任者との共謀を否定し、そのうち複数が、資金のキックバックは事務局長から会長に直接報告される「会長マター（案件）だった」と供述していたことが、毎日新聞の報道により明らかとなった。報道を受けてテレビの情報番組や一部メディアなどで「死人に口なし」との指摘がなされ、立憲民主党の小沢一郎は「彼らの主張が事実とすれば、組織犯罪を主導していた人物が、総理や衆院議長をやっていたことになり、日本の信用に関わる」と自身のX（旧Twitter）に綴った。
同年1月19日、記者会見で高木は「衆院議員を辞職しない」考えを示し、「安倍氏を慕って、安倍氏が亡くなってからも安倍派を名乗らせていただいた。こういう事態になったことが大変申し訳ない」と述べた。同日、東京地検特捜部が安倍派の会計責任者を政治資金規正法違反（虚偽記入）の罪で在宅起訴した。1月26日、特捜部は高木ら安倍派幹部7人について、会計責任者との共謀は認められないとして不起訴（嫌疑なし）とした。
同年1月27日、高木は福井県敦賀市内で記者会見を開き、2018年から2022年に同派から還流を受けていた1019万円の政治資金収支報告書への記載漏れについて「（事務担当者から）収支の概要について報告を受ける程度であり、記載されているものだと思っていた。しっかり確認するべきだった」と述べ、離党や議員辞職は改めて否定し、国対委員長辞任によって政治責任を果たしたとの認識を示した。4月4日、党は党紀委員会を開き、高木を党員資格停止6カ月、塩谷と世耕を離党勧告とするなど安倍、二階両派の議員ら39人への処分を決定した。
同年12月26日、東京地検特捜部は不記載について政治資金規正法違反の疑いで告発された高木を不起訴処分とした。

### 闇団体と有印私文書偽造疑惑
2001年8月、高木は政治団体「次世代政治研究会」を設立し、東京都選挙管理委員会に届け出をした。同団体は毎年1回、「高木つよし君を励ます会」または「高木つよし政治セミナー」と題する政治資金パーティーを東京プリンスホテルで開催。1回につき1400万～1700万円ほどのパーティー収入を得て、高木がかつて代表を務めていた「自由民主党福井県第三選挙区支部」、現在代表を務めている「自由民主党福井県第二選挙区支部」に毎年500万～1500万円の寄付を行っている。「次世代政治研究会」の主たる事務所は東京都文京区（政治資金収支報告書2013年分、2014年分に依る）、足立区（同2018年分）、小平市（同2019年分以降）などに置かれ、事務担当者は高木の公設秘書の小泉あずさが務めている。総務省が公表している「国会議員関係政治団体一覧」には、高木の関連で、資金管理団体の「21世紀政策研究会」や「高木つよし敦賀後援会」は記載されているが、「次世代政治研究会」は記載されていない。
日本大学名誉教授の岩井奉信は「国会議員関係政治団体としての届け出をせず、地元でない地域に住所を置くことで、外部からは非常に見つけにくい『闇団体』となっている」と指摘している。また、週刊文春の取材班が「次世代政治研究会」の所在地である小平市に向かうと、該当する一軒家には会計責任者が住んでおり、記者が尋ねると会計責任者は「政治団体のことはよくわからない。高木とは大学の後輩でツーカーの仲だった。5年ほど前に突然、書類が届いたので問いただしたら『ちょっと名前を借りた』と」「ハンコは渡してない。向こうで勝手に押したのだろう」と答えた。代表者も取材に応じ、「死んだ妻が高木といとこ同士で、高木が議員になった頃『住所を貸してくれ』と言われた。しかし連絡が来ることはない」と答えた。政治資金収支報告書に関し、有印私文書偽造の疑いがもたれている。次世代政治研究会の政治資金収支報告書の記載内容は下記のとおり。
| 年月日         | パーティー名           | 会場               | 収入       | 自由民主党福井県第三選挙区支部 または第二選挙区支部への支出 | 出典  |
| -------------- | ---------------------- | ------------------ | ---------- | ----------------------------------------------------------- | ----- |
| 2013年4月9日   | 高木つよし君を励ます会 | 東京プリンスホテル | 約1415万円 | 2013年12月30日に1000万円寄付                                | [138] |
| 2014年7月16日  | 高木つよし君を励ます会 | 東京プリンスホテル | 約1710万円 | 2014年11月18日に1000万円寄付                                | [139] |
| 2019年2月20日  | 高木つよし君を励ます会 | 東京プリンスホテル | 1424万円   | 2019年12月23日に1000万円寄付                                | [140] |
| 2020年2月20日  | 高木つよし君を励ます会 | 東京プリンスホテル | 1584万円   | 2020年12月21日に500万円寄付                                 | [141] |
| 2021年4月22日  | 高木つよし政治セミナー | 東京プリンスホテル | 1542万円   | 2021年8月30日、11月15日に計1500万円寄付                     | [142] |
| 2022年12月21日 | 高木つよし政治セミナー | 東京プリンスホテル | 1428万円   | 2022年9月12日に500万円寄付                                  | [143] |

### 国会中に居眠り
2023年12月12日、国会中に居眠りをした。

## 人物

### 統一教会との関係
- 2006年5月、統一教会（現・世界平和統一家庭連合）の関連団体である天宙平和連合（UPF）が集団結婚を兼ねた「祖国郷土還元日本大会」を国内12か所で開催[146]。このうち名古屋市で行われた大会に祝電を送った[147]。
- 2022年8月10日、中日新聞社が中部6県の全73人の衆参国会議員を対象に実施したアンケートを公表。全体の4人に1人が統一教会と何らかの関わりを持っていたことが明らかとなった[148]。高木ら10人の同党議員はアンケートに答えることを拒否した[148]。
- 2022年7月から8月にかけて、共同通信社は、全国会議員712人を対象に、統一教会との関わりを尋ねるアンケートを実施。8月31日に各議員の回答の全文を公表した。岸田文雄首相は8月8日の自民党臨時役員会で、統一教会をめぐり「政治家の責任で関係をそれぞれ点検し、適正に見直してもらいたい」と述べ、党所属国会議員全員に通達するよう指示[149]しながらも、自身はアンケートに答えることを拒否した[注 6]。高木もアンケートに答えることを拒否した[154][155]。

### 政治資金
代表を務める福井県第二選挙区支部は、同和問題を利用して恫喝を繰り返していた森山栄治が設立に関与し、筆頭株主でもあったオーイングに警備費19万円4000円を支払い、アイビックスには10万3680円を支払っていた。

### 国会対策委員長として
- 2022年11月8日に野党側が要求した与野党国会対策委員長会談を高木が拒否し、与野党間の審議が中断。高木は9日の与野党国会対策委員長会談で謝罪したが、野党側は納得せず、松野博一内閣官房長官が謝罪する事態となった[157]。与党である自由民主党からも高木に対し「野党から相手にされず、(国会対策委員長として) 機能していない」と手腕を問題視されている。

### 親族

敦賀気比高等学校に建立された高木孝一の銅像

- 実父は敦賀市議会議員、福井県議会議長、敦賀市長などをつとめた高木孝一[87]。姉がいる[3]。

### その他
- 身長184cm[158]。
- 酒を好み、酒量について「ボトル一本はいく。酔えばますます弁舌勢いを増す」[4]と述べている。
- 現住所は敦賀市沓見[2]。

## 政治資金
日本共産党の機関紙であるしんぶん赤旗の報道によれば、高速増殖炉「もんじゅ」を運営している独立行政法人「日本原子力研究開発機構」の関連企業「高速炉技術サービス」が、高木が代表を務める自由民主党福井県第3選挙区支部及び高木の資金管理団体「21世紀政策研究会」のパーティー券を購入し、高木側に対し計354万円の献金を行っていた。

## 所属団体・議員連盟
- 創生「日本」（副幹事長）
- 再チャレンジ支援議員連盟
- TPP交渉における国益を守り抜く会
- 日韓議員連盟
- 自由民主党朝鮮半島問題小委員会
- パチンコチェーンストア協会（政治分野アドバイザー[160]）
- 神道政治連盟国会議員懇談会

## 選挙歴
| 当落 | 選挙                   | 執行日         | 年齢 | 選挙区      | 政党       | 得票数    | 得票率 | 定数 | 得票順位 /候補者数 | 政党内比例順位 /政党当選者数 |
| ---- | ---------------------- | -------------- | ---- | ----------- | ---------- | --------- | ------ | ---- | ------------------ | ---------------------------- |
| 落   | 第41回衆議院議員総選挙 | 1996年10月20日 | 40   | 福井県第3区 | 自由民主党 | 4万8762票 | 34.19% | 1    | 2/6                | 6/5                          |
| 当   | 第42回衆議院議員総選挙 | 2000年06月25日 | 44   | 福井県第3区 | 自由民主党 | 8万1698票 | 52.55% | 1    | 1/3                | /                            |
| 当   | 第43回衆議院議員総選挙 | 2003年11月09日 | 47   | 福井県3区   | 自由民主党 | 8万5113票 | 59.82% | 1    | 1/3                | /                            |
| 当   | 第44回衆議院議員総選挙 | 2005年09月11日 | 49   | 福井県第3区 | 自由民主党 | 9万3451票 | 60.82% | 1    | 1/3                | /                            |
| 当   | 第45回衆議院議員総選挙 | 2009年08月30日 | 53   | 福井県第3区 | 自由民主党 | 8万724票  | 50.79% | 1    | 1/3                | /                            |
| 当   | 第46回衆議院議員総選挙 | 2012年12月16日 | 56   | 福井県第3区 | 自由民主党 | 7万7543票 | 57.90% | 1    | 1/4                | /                            |
| 当   | 第47回衆議院議員総選挙 | 2014年12月14日 | 58   | 福井県第2区 | 自由民主党 | 8万3086票 | 61.52% | 1    | 1/3                | /                            |
| 当   | 第48回衆議院議員総選挙 | 2017年10月22日 | 61   | 福井県第2区 | 自由民主党 | 8万895票  | 54.18% | 1    | 1/3                | /                            |
| 当   | 第49回衆議院議員総選挙 | 2021年10月31日 | 65   | 福井県第2区 | 自由民主党 | 8万1705票 | 53.86% | 1    | 1/2                | /                            |
| 落   | 第50回衆議院議員総選挙 | 2024年10月27日 | 68   | 福井県第2区 | 無所属     | 3万3532票 | 22.51% | 1    | 3/5                | /                            |